# Raam
Le Raam est une rivière néerlandaise dans le nord-est du Brabant-Septentrional.

## Géographie
La source du Raam est située dans le nord du Peel, au sud-est de Sint Anthonis. Il passe ensuite vers le nord-est, jusqu'à Rijkevoort, puis le nord-ouest, en passant entre Haps, Sint Hubert et Mill, puis il traverse Escharen pour se jeter dans la Meuse par la station de pompage Van Sasse à Grave.
Le Raam, qui a gardé en partie son parcours sinueux traverse un paysage de bocage. La dernière partie du Raam se trouve dans le paysage des uiterwaarden des Maasheggen, près de Keent.

## Déversoir de Beers
Autrefois, pendant les crues de la Meuse, l'eau d'inondation suivait à partir du Déversoir de Beers la vallée du Raam et continuait ensuite dans le bassin du Hertogswetering pour rejoindre la Meuse à hauteur de Bois-le-Duc. Ainsi, la vallée du Raam était un tronçon de cette Traverse du Beersche Maas.

## Liaisons
A Grave, le Raam est relié à la Hertogswetering, corridor biologique entre le Pays de Grave à l'est et Bois-le-Duc à l'ouest.

## Galerie de photos

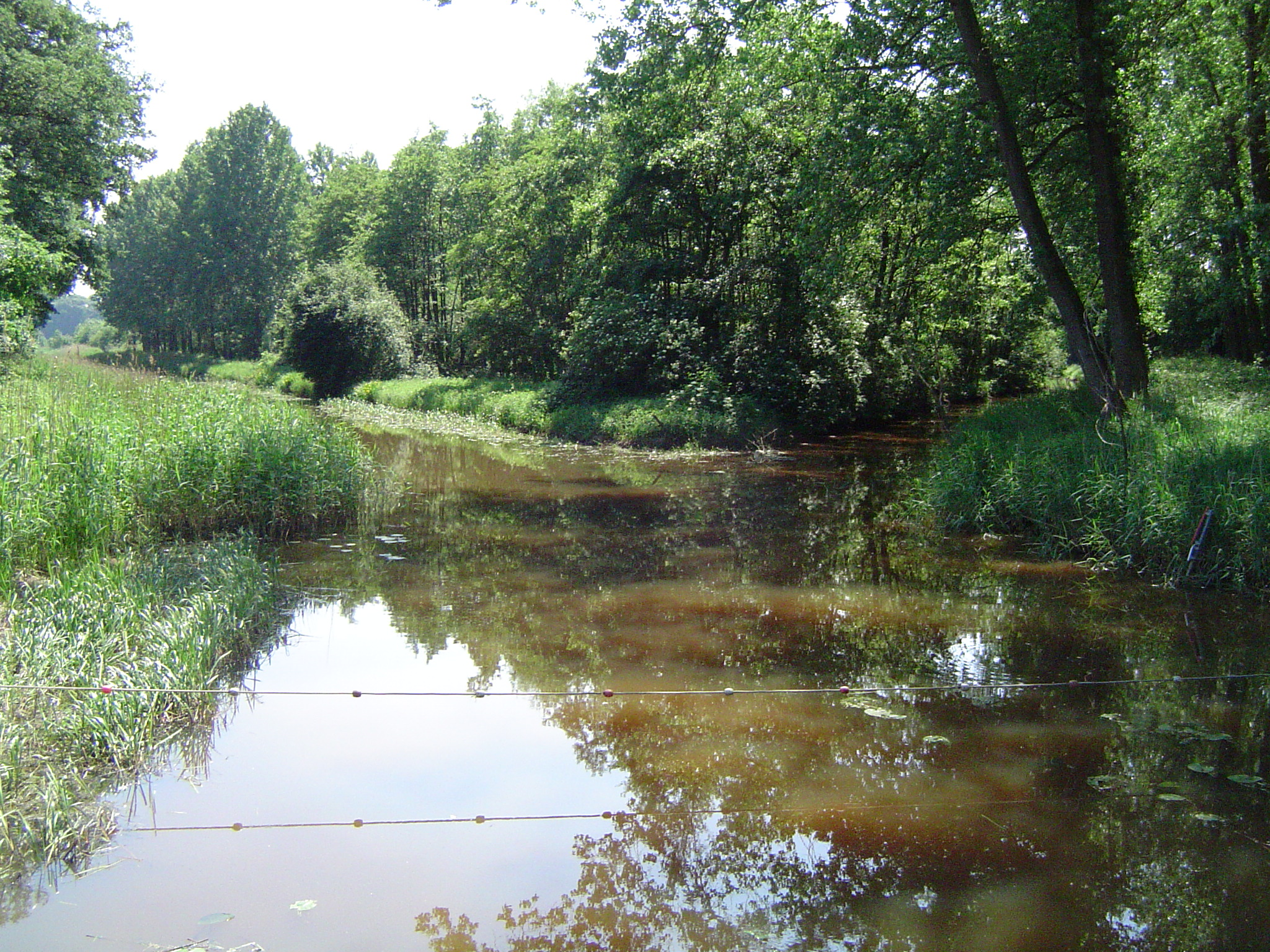
Le Raam à Gassel, à droite le canal anti-tank
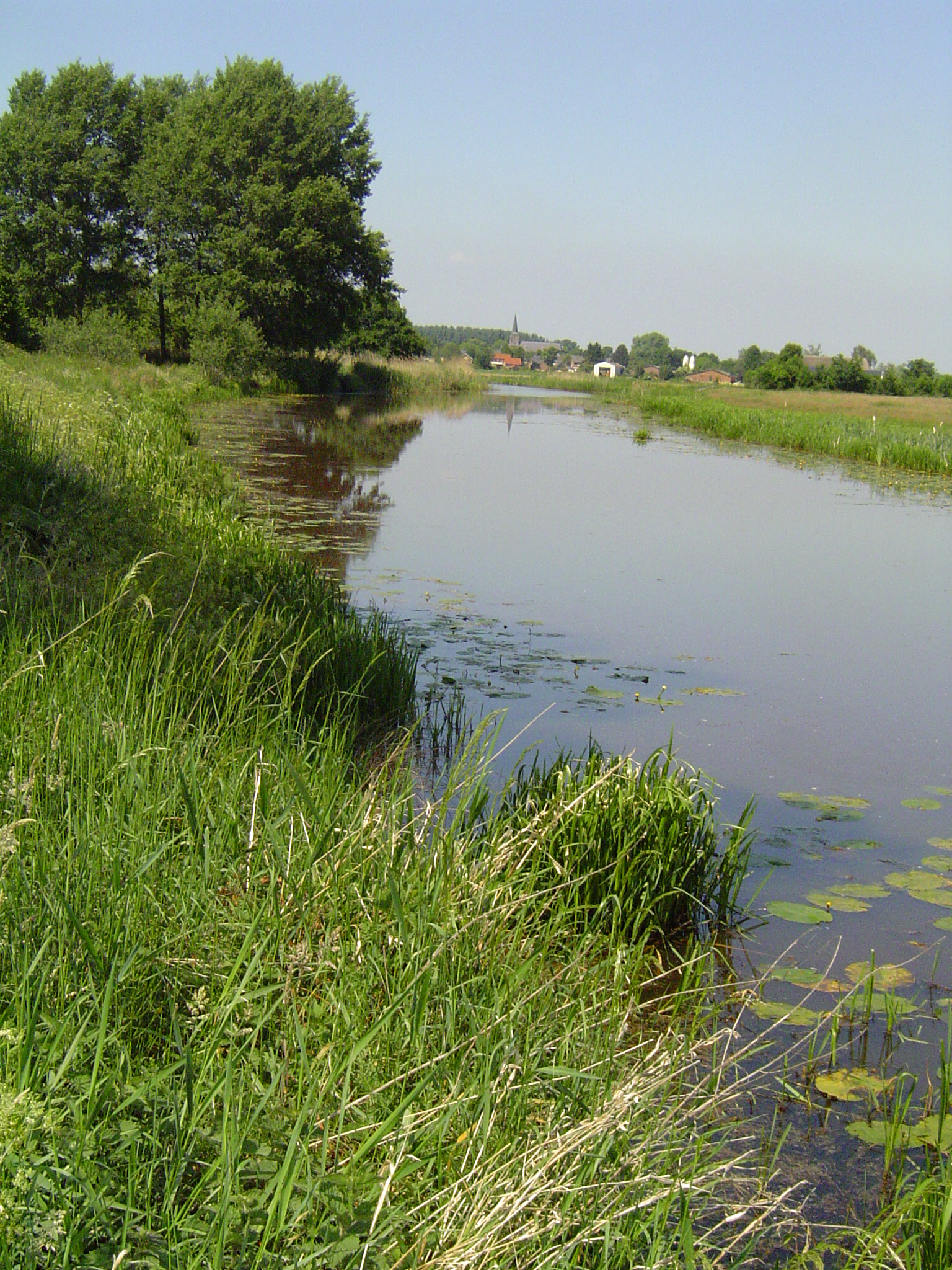
Le Raam en amont d'Escharen
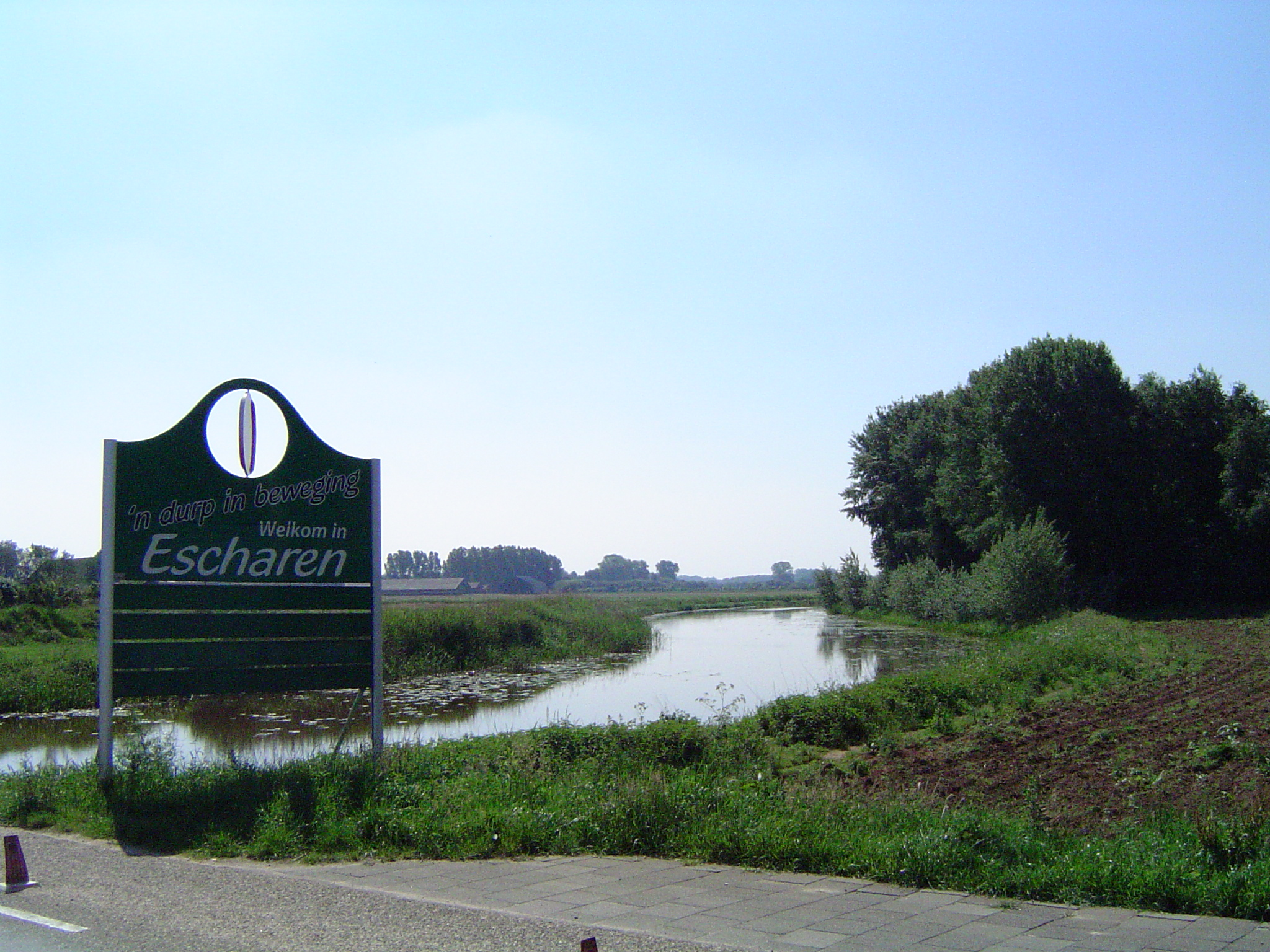
Le Raam à Escharen
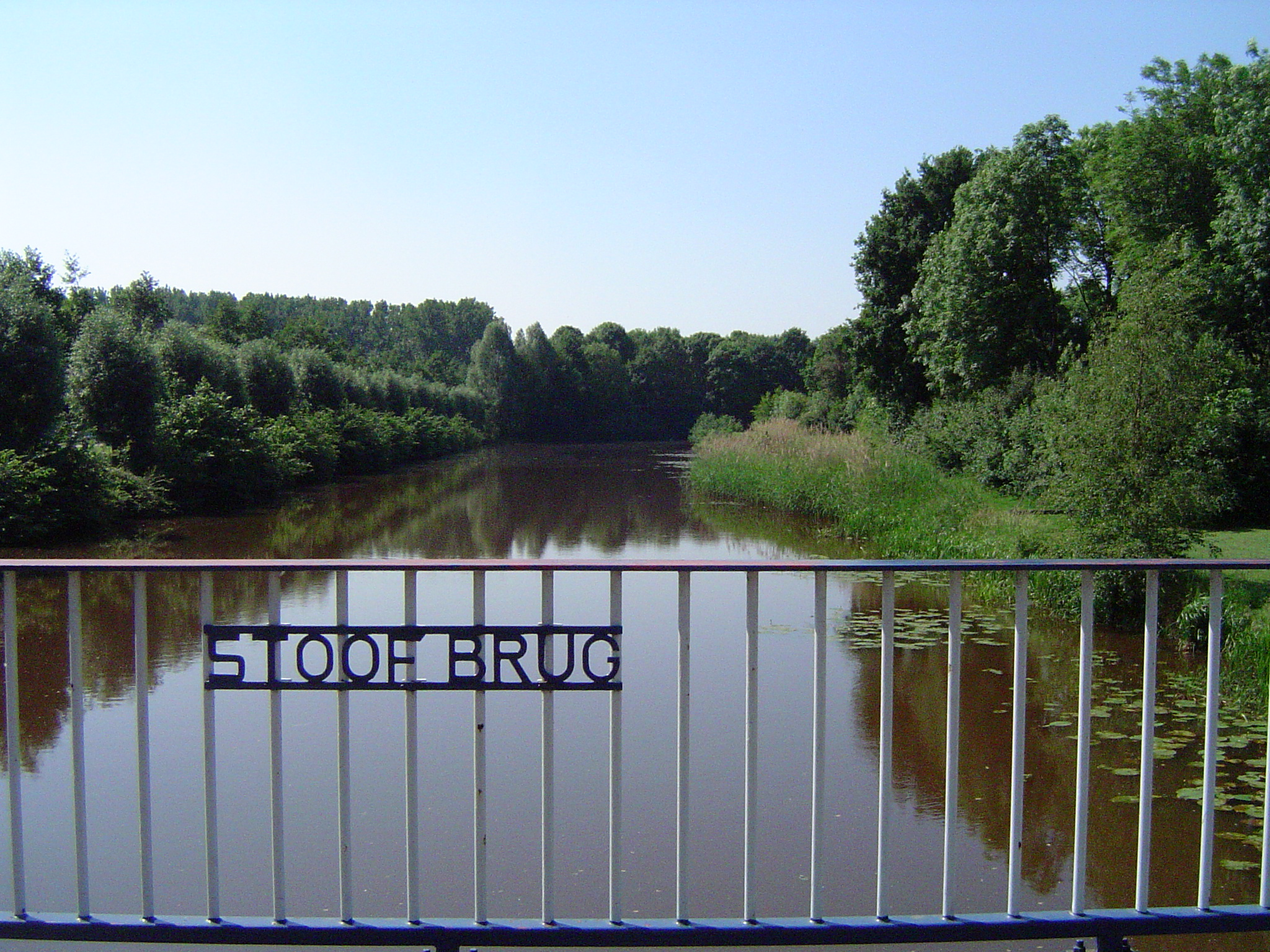
Le Raam à Grave

## Source
- (nl) Cet article est partiellement ou en totalité issu de l’article de Wikipédia en néerlandais intitulé « Raam (rivier in Noord-Brabant) » (voir la liste des auteurs).